# NGC 6584
NGC 6584是一個球狀星團，位於望遠鏡座中的天壇座θ附近，距離地球為45,000光年。它是一個奧斯特霍夫I型星團，包含至少69顆變星，其中大部分是天琴座RR型變星：46顆星被確定為RRab型變星； 15顆RRc型變星、1顆RRe型變星、4顆食雙星和3顆長週期變星。
NGC 6584距銀河中心約4,000秒差距，距銀河平面約2,500秒差距。

## 外部連結
- 维基共享资源上的相關多媒體資源：NGC 6584